# Nesochlamys vitiensis
Nesochlamys vitiensis är en insektsart som beskrevs av George Willis Kirkaldy 1907. Nesochlamys vitiensis ingår i släktet Nesochlamys och familjen kilstritar.
Artens utbredningsområde är Fiji. Utöver nominatformen finns också underarten N. v. nigra.